# Pygophora vittigera
Pygophora vittigera är en tvåvingeart som beskrevs av Crosskey 1962. Pygophora vittigera ingår i släktet Pygophora och familjen husflugor. Inga underarter finns listade i Catalogue of Life.